# Mihalovci
Mihalovci is een plaats in Slovenië en maakt deel uit van de gemeente Ormož in de NUTS-3-regio Podravska. De plaats telde 146 inwoners op 1 januari 2020.